# Auswandererdenkmal (Bremerhaven)

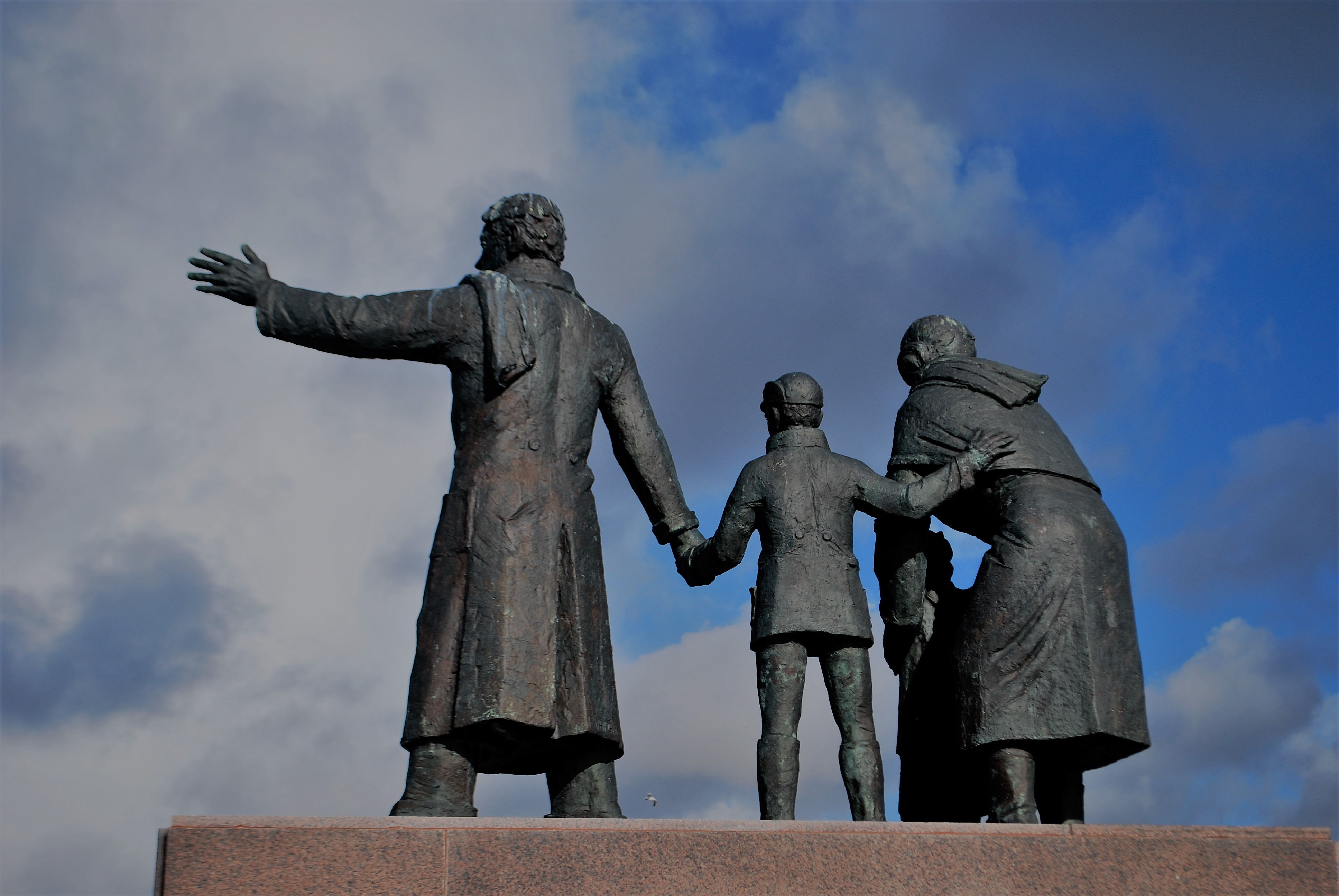
Auswandererdenkmal

Das Auswandererdenkmal, eigentlich: Die Auswanderer, englisch the Emigrants, ist eine am 5. Juli 1986 eingeweihte, von dem aus Budapest stammenden US-amerikanischen Bildhauer Frank Varga (* 1943; † 2018) entworfene Statuengruppe auf dem Willy-Brandt-Platz an der Seebäderkaje im Neuen Hafen von Bremerhaven. In der Nähe befindet sich auch das Deutsche Auswandererhaus.

## Beschreibung

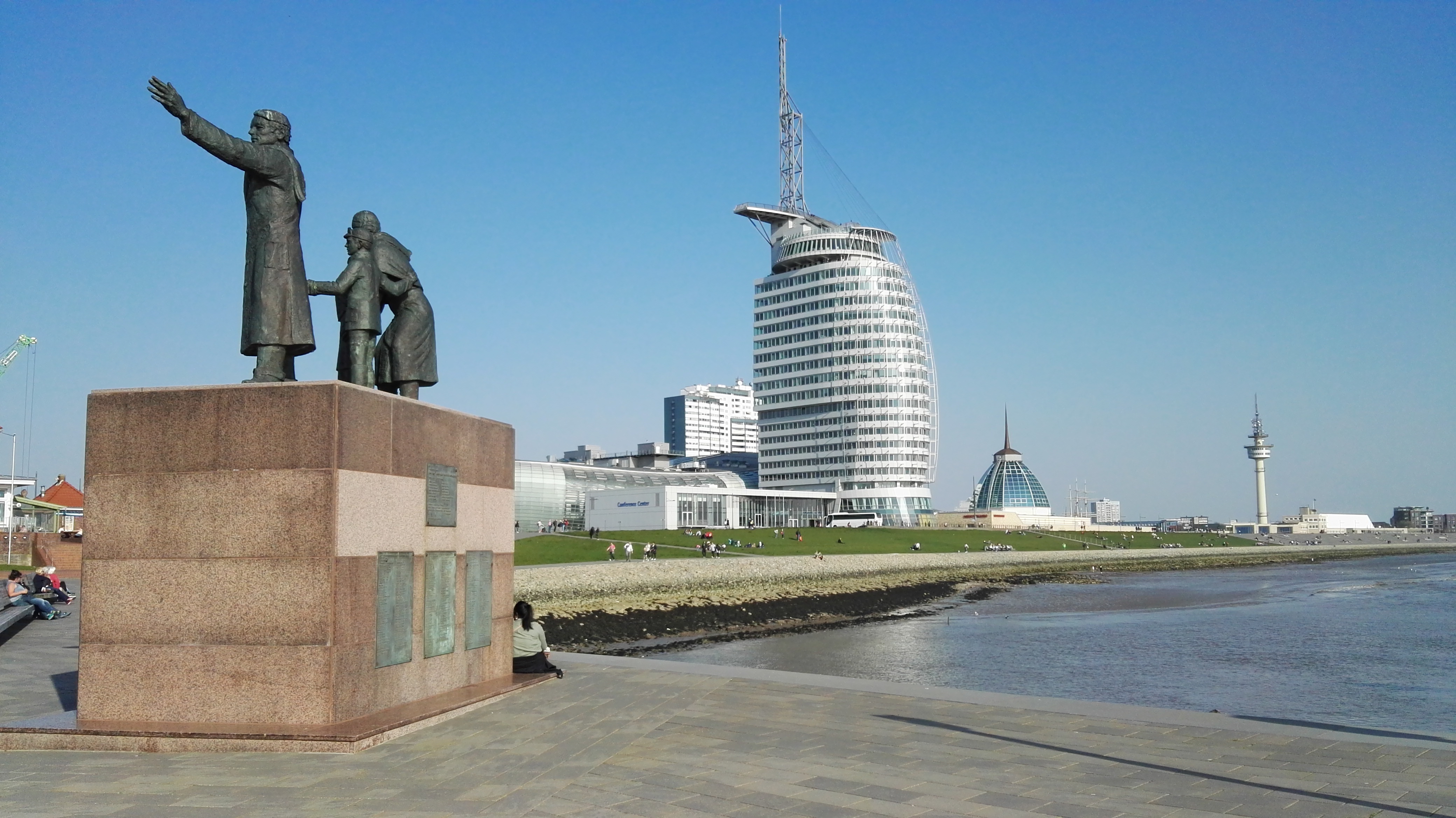
Hafenwelten Bremerhaven

Die Gruppe ist auf einem hohen, quaderförmigen Sockel aus rosafarbenem Granit mit der Inschrift DIE AUSWANDERER postiert.
Sie ist in Bronze gegossen und stellt eine vierköpfige Familie dar. Der Vater, der seine linke Hand hochstreckt, scheint sich auf die Neue Welt zu freuen. Mit der Rechten umfasst er die Hand seines Sohnes, der seine andere Hand auf den Rücken der Mutter legt. Die Mutter ihrerseits beugt sich nach vorne und umfasst die Schultern des kleinen Mädchens, das sich an seine Mutter drückt, sie hat aber den Blick zurückgewendet.
Auf der Rückseite des Sockels sind vier Bronzetafeln mit den Namen der Initiatoren und Spender angebracht.

## Geschichte
Gegossen wurden die Bronzen in der New Yorker Modern Art Foundry. Finanziert wurde das Denkmal durch eine Spendenaktion der German-American Memorial Association, bei der 200.000 US-Dollar zusammenkamen. Der Sockel und die Aufstellung wurde von verschiedenen Bremerhavener Firmen finanziert.
1986 wurde das Denkmal nahe dem Pingelturm an der Kaiserschleuse enthüllt.
Als 2008 direkt neben dem Denkmal ein Zollzaun errichtet wurde, versetzte man das Denkmal an den Bremerhavener Willy-Brandt-Platz. Es steht jetzt an einem der Hauptdeiche der Stadt, in der Nähe des Neuen Hafens, von dem früher die Auswanderer abgereist sind.